# أنيتا ناير
أنيتا ناير هي ممثلة هندية، ولدت في 19 يوليو 1984 في الهند.

## أعمال

### أفلام
- (2007) النصر للهند[5]

## وصلات خارجية
- أنيتا ناير على موقع IMDb (الإنجليزية)
- أنيتا ناير على موقع قاعدة بيانات الفيلم (الإنجليزية)